# Archiconchoecerra
Archiconchoecerra is een geslacht van kreeftachtigen uit de klasse van de Ostracoda (mosselkreeftjes).

## Soort
- Archiconchoecerra longiseta Deevey, 1978